# Sędzinek
Sędzinek – wieś w Polsce, położona w województwie kujawsko-pomorskim, w powiecie aleksandrowskim, w gminie Zakrzewo. 

Wieś położona przy drodze wojewódzkiej nr 266 w sąsiedztwie wsi Kuczkowo, Zarębowo, od zachodu graniczy z Sędzinem.
W latach 1975–1998 miejscowość administracyjnie należała do województwa włocławskiego.